# Isola Tumby
L'isola Tumby (in inglese: Tumby Island) è una piccola isola australiana sita nel golfo di Spencer, sulle coste sud-orientali della penisola di Eyre: essa dista circa 5 km in direzione SSE dal centro abitato di Tumby Bay.

## Geografia
Tumby Island è situata nel golfo di Spencer appena a sud del centro abitato di Tumby Bay, sulla punta della piccola penisola a sud della lunga spiaggia di Ski Beach, separata dalla terraferma da un braccio di mare di circa 200 m: i fondali attorno alla parte orientale dell'isola sono piuttosto bassi e sabbiosi, tanto che durante la bassa marea è possibile raggiungerla a piedi dalla terraferma.
L'isola ha una forma tondeggiante ed è circondata perlopiù da scogliere e zone rocciose, più scoscese sulla costa meridionale, mentre quella settentrionale è meno aspra ed è caratterizzata dalla presenza di una spiaggia sabbiosa di circa 200 m. L'isola è ricoperta da macchia mediterranea xerofita, con presenza di cespugli ed alberelli nella parte centrale più lontana dal mare.

## Fauna
L'isola è nota a livello locale per la presenza delle velenosissime vipere della morte: per questo motivo, l'accesso a Tumby Island sarebbe in teoria possibile solo previa approvazione del DEWNR (dipartimento dell'ambiente del governo dell'Australia Meridionale).
Sull'isola si fermano e talvolta nidificano, fra gli altri, il vulnerabile fraticello australiano e il minacciato chiurlo orientale, oltre al più comune cavaliere fasciato. Fin dall'ottobre del 2023, inoltre, Tumby Island rappresenta un sito di nidificazione del falco pescatore orientale, in quanto l'installazione di piattaforme di nidificazione artificiali sull'isola ha fatto sì che i tentativi di nidificazione della coppia residente nell'area (precedentemente frustrati dalla presenza dell'introdotta volpe rossa) fossero finalmente coronati da successo, con la schiusa di un uovo.
Le acque attorno all'isola sono rinomate per la loro pescosità, con la presenza di pregiati pagro australiano e King George whiting (Sillaginodes punctatus) e dell'aringa australiana.
Per preservarne la biodiversità, fin dal 9 gennaio 1969 l'isola è parte assieme alle acque circostanti di una riserva naturale integrale (Tumby Island conservation park) dell'estensione di circa 35 ettari, in seguito estesi a 48 nel 1991.

## Storia
L'isola Tumby venne avvistata da Matthew Flinders durante il suo viaggio esplorativo del 1802: originario del Lincolnshire, Flinders la battezzò col nome del villaggio natio.
Il 20 aprile 1909, nei pressi dell'isola, l'equipaggio del cutter Minnie Simms issò a bordo un grande squalo bianco di quasi 5 metri di lunghezza, 3 metri di circonferenza e una bocca larga 61 centimetri: alcuni dei denti dell'animale vennero estratti e venduti o regalati alla popolazione locale di Tumby Bay.
Il 26 dicembre 1914 tale W. A. L. Williams, di professione farmacista, perse la vita in mare quando la sua barca Dolphin si capovolse di fronte a Tumby Island.